# Нацистський окультизм

Чорне сонце - символ, який використовувався СС

Нацистський окультизм — сукупність окультних організацій, рухів і навчань, пов'язаних з німецьким націонал-соціалізмом і Третім Рейхом. Інформація на цю тему багато в чому є художнім вимислом або теорією змови, і як правило, використовується для створення містичної атмосфери навколо Третього Райху. Найяскравіші теорії популяризовані в сучасній масовій культурі.

## Віровчення
Основною метою нацизму оголошувалося теургічне відтворення нової раси напівбогів на основі расово чистих арійців, історичними ворогами яких вважалася південна раса — вихідці з Гондвани. Важливу роль в окультному нацизмі відігравали легенди про зниклі країни (Туле, Аґарта, Шамбала).
Центром по розробці різних окультних теорій служила організація Аненербе, засновники якої мали контакти з майбутніми нацистськими ватажками. Однією зі святинь нацизму вважався Спис Лонгина, а одним із символів — «Чорне сонце». Передбачалося, що окультний нацизм стане офіційною релігією Німеччини.

## «Вищі Невідомі»
«Вищими Невідомими» в окультних колах, близьких до нацистської верхівки, називали ті сили, що в духовному плані стояли за силою Адольфа Гітлера. Містики «товариства Туле» приписували цю назву також дияволу.

## Конспірологія. «Орден Зеленого дракона»
Дану тематику в історії окультизму нацистської Німеччини активно розвивав сучасний французький езотерик і конспіролог Жан Робен (фр. Jean Robin), що перейняв, у свою чергу, дані ідеї у Рене Генона, які, проте, визнавалися навіть послідовниками даного містика досить специфічними та спірними. Також автор спирався на твори Рене Алло (фр. René Alleau), який у своїй книзі «Гітлер і таємні суспільства» вперше звернув увагу на важливість використання зеленого кольору в ритуалістиці окультних практик СС. Колір пов'язувався з мусульманським світом, символізував ріст і продуктивність. Алло вказує навіть, що кольором улюбленої письмової ручки Гіммлера був зелений. Згідно з іншим містиком, представником масонського традиціоналізму Жану Турньяку, у світі постійно ворогують два таємні товариства — «орден Сімдесяти двох» і орден «Зеленого дракона». Зелений колір нібито був обраний Гіммлером, щоб ототожнити символічний зв'язок шляху СС з шляхом ордена «Зеленого дракона».
Гіпотетичному ордену були притаманні вкрай антисемітські та націоналістичні погляди. Своєю основною метою, на думку Робена, міфічний орден вважав знищення традицій юдаїзму, християнства та гуманної гілки ісламу.

## Хронологія
- 1918, 17 серпня — створення товариства «Туле» Рудольфом ван Зеботтендорфом[en]. Символом товариства стала свастика.
- 1921 — створення товариства Вріл на чолі з Гаусхофером.
- 1934 — Вевельсбург стає резиденцією СС.
- 1935 — створення Аненербе Германом Віртом під егідою СС.
- 1938 — нацистська експедиція в Тибет (Ернст Шефер) на пошуки Шамбали; перенесення Списа Лонгина з Відня в Нюрнберг.

## Окультні корені нацизму
Thule-Gesellschaft
До приходу нацистів до влади партія фінансувалася Товариством Туле (нім. Thule-Gesellschaft), лідером якого був Рудольф фон Зеботтендорф. Також, багато членів НСДАП перебували в Товаристві Туле або були з ним яким-небудь чином пов'язані. Особливо це стосується Адольфа Гітлера, Ганса Франка, Рудольфа Гесса та Альфреда Розенберга. Є відомості про зв'язок НСДАП та її членів з таємним Товариством Вріл, створеним Карлом Гаусхофером, існування якого, проте, знаходиться під питанням. Довгий час з нацистами вів співробітництво Карл Марія Вілігут, австрійський окультист, який вплинув на окультні настрої НСДАП та надав їм язичницьких елементів. Це знаходить відображення у використанні нацистами рун, свастики та інших язичницьких символів, а також в інших елементах взятих з германо-скандинавської міфології. Значну роль для нацистів відігравали легенди про зниклі країни (Туле, Аґарта, Шамбала, Гіперборея) та землі (Атлантида, Арктида, Пацифіда, Лемурія).
Окультизм і нацизм
Німецькі окультисти зробили помітний вплив на нацистський і близькі йому рухи. Яскравим прикладом є арманізм, вчення створене Гвідо фон Лістом, ідеї викладені в журналі «Остара» Ланцом фон Лібенфельсом, і текст хроніки Ура-Лінда, що вивчався багатьма нацистськими ідеологами. Серед нацистів було популярне «Вчення про світову кригу» (нім. Welteislehre), сформульоване Гансом Гербігером, яке цілком могло надихнути нацистів на створення нацистської расової політики і навіть на Голокост. Також існує припущення, що нацистський рух повністю сформувався з окультних товариств того часу (в тому числі з масонів) та/або прийшов до влади з їхньою допомогою.
Підтримка оккультики нацистами
Незважаючи на те, що після приходу НСДАП до влади багато окультних товариств були заборонені, а людей, які займались або були пов'язані з окультизмом — заарештовували, нацисти все-таки продовжували цікавитись окультними вченнями ти використовували їх для своїх цілей, допомагаючи діяльності деяких окультистів, які були близькі до нацистської ідеології, а також створюючи цілі організації і проєкти присвячені даній темі. Так були підтримані проєкти Отто Рана з вивчення руху катарів і пошуки Святого Ґрааля. Найвизначнішою справою нацистів у цій сфері було створення Германом Віртом організації Аненербе, найзагадковішої з усіх, що існували в Третьому Райху. Пізніше була організована експедиція в Тибет, на пошуки Шамбали.
Окультизм у СС
Своєю чергою СС, елітні збройні формування НСДАП, під крилом яких існувало Аненербе, стали чимось на кшталт лицарського ордену, зразок тамплієрів, тому СС нерідко називали «чорним орденом». Їх резиденцією за образом і подобою замку Короля Артура, Камелота, став Вевельсбург, ренесансний замок в південних околицях Бюрена на чолі з рейхсфюрером СС Генріхом Гіммлером, однією з найтаємничіших фігур Третього Райху, який вважав себе прямим нащадком Генріха I Птахолова.
Астрологія
Багато нацистів були захоплені астрологією, для них вона мала досить велике значення. Але особливу роль це захоплення зіграло для Адольфа Гітлера, який спирався на астрологічні прогнози в прийнятті важливих рішень і особливо в плануванні бойових дій. Менш відомі факти використання маятника для планування бойових дій. Варто також відзначити, що Рудольф Гесс вирушив у Велику Британію з метою мирних переговорів під впливом гороскопа, в якому було особливе розташування планет, і після того як його друг розповів йому сон, в якому він бачив Гесса, що йде по шотландському замку і несе мир з Великою Британією. Після цього випадку в Третьому Райху почалися арешти всіх, хто практикує астрологію, крім особистих астрологів Адольфа Гітлера й Генріха Гіммлера.
Спадщина
Нацисти використовували паранауку (окультні науки і навчання) для обґрунтування своєї расової політики. У різний час з НСДАП і окремо взятими нацистами контактували такі особистості, як Алістер Кроулі і створені ним організації (ОТО, Срібна Зірка), члени Братства Сатурна. Містична сторона нацизму надихала членів Церкви Сатани і особисто Антона Шандора Ла-Вея. Одягнувши однострої СС для одного з своїх ритуалів, він так коментував використання нацистських символів: «Ці символи сили і агресії можуть бути використані як ритуальні в майбутньому.»